# Sorbeda
Sorbeda är en ort i Spanien.   Den ligger i provinsen Provincia de León och regionen Kastilien och Leon, i den nordvästra delen av landet, 400 km nordväst om huvudstaden Madrid. Sorbeda ligger 929 meter över havet och antalet invånare är 163.
Terrängen runt Sorbeda är kuperad. Runt Sorbeda är det ganska glesbefolkat, med 22 invånare per kvadratkilometer. Närmaste större samhälle är Fabero, 7,5 km sydväst om Sorbeda. I omgivningarna runt Sorbeda växer i huvudsak barrskog.